# Alexe Boboc
Alexe Boboc (n. 5 octombrie 1948) este un deputat român în legislatura 2000-2004, ales în județul Ialomița pe listele partidului PRM.

## Legături externe
- Alexe Boboc Arhivat în 20 iunie 2024, la Wayback Machine. la cdep.ro